# Michel Richard Delalande
Michel-Richard Delalande (també de Lalande) (París, 15 de desembre de 1657 - Versalles, 18 de juny de 1726) va ser un compositor, organista i violinista francès.
Dos anys després de la mort de Lully, els favors de Lluís XIV, el Rei Sol, van assegurar a Delalande el càrrec de director d'orquestra. A partir de 1672 comença una curta carrera de violinista. Més tard, el 1674, arriba a ser organista. Des de llavors es consagra, sobretot, a la música religiosa, probablement per comanda del rei.
Dins del seu repertori de música sacra, Delalande compta amb un total de 71 grans motets, entre els quals es poden destacar: De Profundis (1688), Confitebor tibi Domine (1699), Exaltabo te Domine (1704) i el sublim Miserere à voix seule (1711). Resulten també dignes de menció les seves Leçons de Ténèbres (1680) compostes especialment per ser interpretades durant els oficis de Setmana Santa.
Delalande va ser autor, així mateix, de música profana, amb divertimentos i ballets per a la cort. Els més famosos són les seves cèlebres Symphonies pour les soupers du Roy (Simfonies per als sopars del rei) compostes entre el 1690 i el 1700.